# Товарний фетишизм
Товарний фетишизм — філософське поняття, запроваджене німецьким філософом і політекономом Карлом Марксом (1818-1883) у книзі «Капітал» (1867). За Марксом, у капіталістичному суспільстві фетишизм, що він спостерігається також у докапіталістичних суспільствах (як релігійний фетишизм — поклоніння предметам неживої природи (фетишам) і наділення їх надприродними властивостями), постає як єдність двох процесів — уречевлення виробничих відносин і персоніфікації речей. У товарно-капіталістичному суспільстві відносини між людьми опосередковуються річчю, що вона набуває завдяки цьому особливого соціального значення. Відбувається «... зрічевлення суспільних відносин, безпосереднє зрощення речевих відносин продукції з їхньою історично- суспільною визначеністю: заворожений, перекручений і на голову поставлений світ, в якому monsieur le Capital та madame la Terre як соціяльні характери і одночасно безпосередньо як просто речі зчиняють свій шабаш». «... таємність товарової форми є попросту в тому, що форма ця відбиває людям суспільний характер їхньої власної праці як предметний характер самих продуктів праці, як суспільні природні властивості цих речей…». Людина виявляється тут лише персоніфікацією якоїсь соціальної функції, виконавцем соціальної роли, актором, що носить певну «економічну маску». Оскільки суспільні відносини постають у формі відносин між товарами або речами, речі — у фетишистській свідомості — заступають місце людей.
Подальшим розвитком товарного фетишизму є фетишизм грошей. У грошах вартість зрощується з речовою, натуральною формою предмета, що він виконує функцію грошей (напр., золотом), і вартісні суспільні відносини починаються вести відокремлене матеріальне існування. Тепер товари у своїй якісно-предметній визначеності обмінюються на символічний всезагальний продукт, певний предметний знак — гроші, що його символічне буття зрощується з його природною формою. Своєї вищої форми фетишизм сягає у капіталі, що приносить відсотки, — саме капітал, а не додаткова вартість, починає сприйматися як джерело прибутків.
На прикладі певної історичної форми фетишизму — товарно-грошового фетишизму Маркс показав, що соціальна структура суспільства, заснованого на приватній власності, чимраз глибшому поділі праці й суспільній диференціації, неминуче вдається до фетишизації власних механізмів і персоніфікації безособових соціальних реґуляторів. Товарний фетишизм є найпростішим і найзагальнішим прикладом того, як економічні форми капіталізму приховують фундаментальні суспільні відносини. Простота товарного фетишизму робить його вихідним пунктом і прикладом для аналізи неекономічних відносин, він встановлює дихотомію між позірною видимістю і прихованою дійсністю, що веде до обговорення ідеології.
Некритично фіксуючи перетворені форми соціального процесу, фетишистська свідомість приймає цю видимість соціальної дійсності за її сутність. Реальність розглядається при цьому виключно як щось дане, «речове», а людина — як натуралістично-предметне істота. Сучасна фетишистська свідомість просякнута утилітаризмом і своєю суттю є споживчою, бачачи єдину мету й стимул людського життя у володінні та споживанні речі. В умовах роз'єднання соціальних зв’язків людина може відшукати — ілюзорну — міць, тільки долучившись до надприродних сил фетиша. У сучасному капіталізмі сама можливість швидкої зміни речей є показником соціального престижу особистості, її долучення до світу багатства та влади.